# Renault Safrane
O Safrane foi um automóvel do segmento E fabricado pela Renault entre 1992 e 2000. Assim como seu antecessor, o Renault 25, ele tem uma carroceria de 5 portas tipo liftback. Tem um motor dianteiro transversal e tração dianteira; em alguns mercados era oferecido com tração nas quatro rodas (ou tração nas quatro rodas), uma versão chamada Quadra. Na Europa foi substituído pelo Renault Vel Satis (também com carroceria liftback) e em outros mercados foi substituído pelo Renault Samsung SM5/SM 7, baseado no Nissan Teana, e fabricado na Coréia do Sul.
Uma versão particularmente potente do Safrane foi o V6 Biturbo (1992-1996), em colaboração com os treinadores alemães Hartge (mecânicos) e Irmscher (que cuidou dos acabamentos), que trouxe o V6 PRV a 260 cv. Esta versão foi descontinuada devido ao seu baixo nível de vendas (806 unidades foram produzidas no total) e seu motor básico foi substituído quando o novo motor PSA-Renault 2946 cc e V6 de 194 cv apareceu em 1998 no que diz respeito a Safrane. um ele compartilhou com o Renault Laguna. Todos os motores possuíam injeção de combustível e conversor catalítico. O Safrane recebeu um profundo restyling em 1996, no qual a frente, a traseira e os interiores foram modificados, inspirado no protótipo de 1994 do Renault Safrane V6 Turbo Long Cours Concept.

## Imagens
- Interior.
- Vista traseira de um Safrane Fase 1.
- Frente de um Safrane Fase 1.
- Safrane Biturbo Baccara.
- Frente do Safrane Fase 2.
- Vista traseira do Safrane Fase 2.
- A 2ª geração do Renault Safrane durante sua apresentação no Mexico International Auto Show em 2008.
- Vista traseira do Safrane II.